# Macrocarpaea rubra
Macrocarpaea rubra är en gentianaväxtart som beskrevs av Gustaf Oskar Andersson Malme. Macrocarpaea rubra ingår i släktet Macrocarpaea och familjen gentianaväxter. Inga underarter finns listade i Catalogue of Life.